# 生活黑客
生活黑客（Lifehacker）是2005年1月31日發布的有關生活駭客和軟件的網絡日誌。該網站最初是由Gawker Media啟動的，目前歸G / O Media所有。博客文章涵蓋了廣泛的主題，包括：Microsoft Windows、Mac、Linux程序、iOS和Android，以及一般生活技巧和竅門。
2023年3月，此網站被G/O Media出售給Ziff Davis。

## 榮譽
- 《時代雜誌》於2005年評為「2005年50個最酷網站」[1]、2006年評為「25個不能缺少的網站」[2]、2009年評為「25個最佳網誌」[3]
- CNET於2005年10月評為「Blog 100」[4]
- 《Wired》於2006年授予Rave Award「最佳網誌獎」[5]
- 2007年博客獎（英语：Blog award）獲得最佳團體網誌獎[6]
- 2007年10月《PC Magazine》評為「100個最喜歡的博客」[7]
- 美國门萨国际評為「2010年50大網站」[8]

## 日本版
Lifehacker Japan （页面存档备份，存于）由Mediagene自2008年開始營運，主要轉載美國版生活黑客與其他網站的翻譯文章，是Gizmodo Japan的兄弟網站。